# El Verdaguer (Oristà)
El Verdaguer és una masia d'Oristà (Lluçanès) inclosa a l'Inventari del Patrimoni Arquitectònic de Catalunya.

## Descripció
Masia de planta irregular, amb una teulada a dues vessants, planta baixa i pis.
L'entrada principal està coberta per una volta de creueria feta de rajola vista, amb una galeria al seu damunt. La porta principal és un portal adovellat.
La galeria es realitzà posteriorment, en el pilar hi ha la data de 1808. Davant la casa hi ha un seguit de corts, a la banda dreta una pallissa i darrere la casa un pou.

## Història
Joan Verdaguer és citat en el fogatge fet a Oristà el 1553.
La casa fou ampliada el segle xix però no arribà a ser mai una gran pairalia.